# Haçatala
Haçatala è un comune dell'Azerbaigian situato nel distretto di Qusar.